# Kopenhagener Wellenplan
Der Kopenhagener Wellenplan bezeichnet den 1948 in Kopenhagen ausgearbeiteten Wellenplan zur Verteilung der Sendefrequenzen für Rundfunksender im Lang- und Mittelwellenbereich. Vorgänger war der Luzerner Wellenplan von 1933 (der Wellenplan von Montreux 1939 war kriegsbedingt nicht in Kraft getreten).

## Ratifizierung
Der Kopenhagener Wellenplan wurde wegen der vielfach als ungerecht betrachteten Zuteilung der Frequenzen von einigen der teilnehmenden Staaten (Österreich, Luxemburg, Schweden, Türkei, Syrien, Ägypten und Island) nicht unterzeichnet. Deutschland, dem in diesem Plan nur sehr wenige Frequenzen (z. B. nur zwei Mittelwellenfrequenzen pro Besatzungszone) zugeteilt wurden, war als Kriegsverlierer nicht vertreten.

## Auswirkungen
Ungeachtet der Kritik trat der Kopenhagener Wellenplan am 15. März 1950 in Kraft. Die Obergrenze des Mittelwellenbereichs wurde von 1500 kHz auf 1602 kHz erhöht. 
Für den deutschen Rundfunk wurden in den alliierten Besatzungszonen limitierte Gleichwellennetze (pro Frequenz auf 70 kW Gesamtsendeleistung) zugewiesen:
- Deutscher Rundfunk in der amerikanischen Zone (989 und 1602 kHz)
- Deutscher Rundfunk in der britischen Zone (971 und 1586 kHz)
- Deutscher Rundfunk in der französischen Zone (1196 und 1538 kHz)
- Deutscher Rundfunk in der sowjetischen Zone (1043 und 1546 kHz)

Als Folge der schlechten Frequenzzuteilungen wurde in Deutschland der zügige Ausbau der UKW-Sendernetze vorangetrieben. Allerdings gelang es im Zuge bilateraler Abkommen und in Kooperation mit den alliierten Streitkräften, deren Sender wie AFN oder BFBS beim Kopenhagener Wellenplan nicht berücksichtigt wurden, weitere Sendefrequenzen im Lang- und Mittelwellenbereich, zum Beispiel 1953 für den Deutschen Langwellensender, zu koordinieren.

## Umsetzung
Von Anbeginn wurde der Vertrag auch von den unterzeichnenden Ländern nicht konsequent eingehalten. Im Verlauf der 1960er und 1970er Jahre hielten sich dann immer weniger Staaten an den Kopenhagener Wellenplan, sodass 1974/75 ein neuer Wellenplan für den Lang- und Mittelwellenbereich, der Genfer Wellenplan, ausgearbeitet wurde.